# منتخب أروبا لكأس ديفيز
منتخب أروبا لكأس ديفيز  هو ممثل أروبا الرسمي  في كرة المضرب في كأس ديفيز .